# Krümmel (Nadrenia-Palatynat)
Krümmel – miejscowość i gmina w Niemczech, w kraju związkowym Nadrenia-Palatynat, w powiecie Westerwald, wchodzi w skład gminy związkowej Selters (Westerwald).
Po raz pierwszy wzmiankowana w XI wieku jako Crumbele. 
W Krümmel urodził się Hans August Lücker – niemiecki polityk CSU, członek parlamentu europejskiego.